# Edvard Helsted
Edvard Mads Ebbe Helsted (8. december 1816 i København – 1. marts 1900 i Fredensborg) var en dansk komponist og koncertmester. Han var bror til komponisten Carl Helsted, farbror til Gustav Helsted og grandfætter til maleren Frederik Ferdinand Helsted.
Edvard Helsted var uddannet som violinist og ansat i Det Kongelige Kapel fra 1838 til 1869, først som orkestermedlem og fra 1863 som koncertmester (assisterende kapelmester) og repetitør, men måtte tage sin afsked i 1869 af helbredsmæssige grunde. Som lærer underviste ham fra 1869 til 1890 i pianosammenspil ved musikkonservatoriet. 1866 blev han Ridder af Dannebrog og 1890 titulær professor.
Som komponist har han skrevet en del ungdomsarbejder, især sange. Han har skrevet musikken til følgende balletter af Bournonville: Fantasiens Ø (1838) sammen med andre, Toreadoren (1840), Napoli sammen med Niels W. Gade og Holger Simon Paulli, (1842), Kirsten Pil (1845), Gamle Minder (1848), Psyche (1850) og Blomsterfesten i Genzano sammen med Paulli (1858). Desuden bidrog han med musik til forskellige skuespil f.eks. Fuglen i Pæretræet af H.C. Andersen i 1842 og vaudevillen En Tur til Arméen (1849).
Han er begravet på Asminderød Kirkegård.